# Sound of the Underground (Lied)
Sound of the Underground (englisch für „Klang des Untergrunds“) ist ein Lied und die Debütsingle der britischen Girlgroup Girls Aloud aus dem Jahr 2002.

## Entstehung und Veröffentlichung
Das Lied wurde von Xenomania (bestehend aus Miranda Cooper und Brian Higgins) und Niara Scarlett getextet beziehungsweise komponiert. Das Produzentenduo zeichnete zudem auch für die Produktion verantwortlich.
Die Erstveröffentlichung von Sound of the Underground erfolgte als CD-Single am 16. Dezember 2002 bei Polydor. Diese erschien in verschiedenen Ausführungen, die sich durch die Anzahl und Auswahl der B-Seiten unterscheiden. Am 26. Mai 2003 erschien das Lied als Teil des gleichnamigen Debütalbums.

## Inhalt
Das Lied beschreibt den „Klang des Untergrunds“, wo dem Text zufolge der Schlag der Trommel immer weiter gehe in den Überlauf, wo die Mädchen sich dem Klang des Radios hingäben, wo die Basslinie in den Hinterstraßenlaternen springt und der Beat sich immer wieder drehe. („It's the sound of the underground. The beat of the drum goes 'round and 'round into the overflow. Where the girls get down to the sound of the radio. Where the bass line jumps in the backstreet lights. The beat goes around and 'round.“).

## Musikvideo
Das dazugehörige Musikvideo verzeichnete bis Juli 2024 über elf Millionen Aufrufe auf der Videoplattform YouTube.

## Kommerzieller Erfolg

### Chartplatzierungen
Das Lied erreichte im Dezember 2002 Platz eins im Vereinigten Königreich (als Weihnachts-Nummer-eins-Hit).
| ChartsChartplatzierungen     | Höchstplatzierung | Wochen |
| ---------------------------- | ----------------- | ------ |
| Deutschland (GfK)            | 42 (8 Wo.)        | 8      |
| Schweiz (IFPI)               | 25 (11 Wo.)       | 11     |
| Vereinigtes Königreich (OCC) | 1 (22 Wo.)        | 22     |

| ChartsJahrescharts (2002)    | Platzierung |
| ---------------------------- | ----------- |
| Vereinigtes Königreich (OCC) | 17          |

| ChartsJahrescharts (2003)    | Platzierung |
| ---------------------------- | ----------- |
| Vereinigtes Königreich (OCC) | 21          |

### Auszeichnungen für Musikverkäufe
| Land/Region                  | Auszeichnungen für Musikverkäufe (Land/Region, Auszeichnung, Verkäufe) | Verkäufe  |
| ---------------------------- | ---------------------------------------------------------------------- | --------- |
| Vereinigtes Königreich (BPI) | 2× Platin                                                              | 1.200.000 |
| Insgesamt                    | 2× Platin ·                                                            | 1.200.000 |